# Nyctemera kondeka
Nyctemera kondeka là một loài bướm đêm thuộc phân họ Arctiinae, họ Erebidae.